# Überkehr
Überkehr ist ein Gemeindeteil der Stadt Schwarzenbach am Wald im Landkreis Hof (Oberfranken, Bayern). Überkehr liegt in der Gemarkung Löhmar.

## Geografie
Die Einöde liegt an der Zegast und am Leupoldsbach, der dort als rechter Zufluss in die Zegast mündet. Die Zegast wiederum mündet etwas weiter westlich als rechter Zufluss in die Wilde Rodach. Der Ort ist von bewaldeten Talhängen umgeben. Ein Anliegerweg mündet unmittelbar südlich in die Bundesstraße 173, die nach Schübelhammer (1 km westlich) bzw. nach Gottmannsgrün verläuft (2,7 km nordöstlich). Die Staatsstraße 2711 zweigt bei Überkehr ab und verläuft entlang der Wilden Rodach zur Löhmarmühle (1,2 km südöstlich). Auf dem Weg dorthin gibt es Gleitfalten, die als Geotop ausgezeichnet sind.

## Geschichte
Beim Ort, der früher auch „Wiederkehr bei Bernstein“ genannt wurde, wurde Marmor abgebaut, der als sehr ausgefallen galt und deswegen sehr kostbar war.
Überkehr gehörte zur Realgemeinde Löhmar. Gegen Ende des 18. Jahrhunderts bestand Überkehr aus zwei Anwesen. Die Hochgerichtsbarkeit hatten das bayreuthische Verwaltungsamt Schwarzenbach am Wald, das Rittergut Schwarzenstein, Rittergut Schwarzenbach und das Rittergut Lippertsgrün gemeinsam inne. Grundherren waren das Verwaltungsamt Schwarzenbach (2 Güter) und das Rittergut Schwarzenbach (1 Gut).
Von 1797 bis 1810 unterstand Überkehr dem Justiz- und Kammeramt Naila. Infolge des Ersten Gemeindeedikts wurde Überkehr dem 1812 gebildeten Steuerdistrikt Schwarzenbach am Wald und der zugleich entstandenen Ruralgemeinde Löhmar zugewiesen. Am 1. April 1971 wurde Überkehr im Zuge der Gebietsreform in Bayern nach Schwarzenbach eingegliedert.

### Einwohnerentwicklung
| Jahr      | 1799   | 1819  | 1861   | 1871   | 1885   | 1900   | 1925   | 1950   | 1961   | 1970   | 1987  |
| Einwohner | 9      | 12    | 29     | 33     | 37     | 25     | 12     | 12     | 14     | 12     | 2     |
| Häuser    | 2      |       |        |        | 3      | 2      | 2      | 2      | 2      |        | 1     |
| Quelle    | [ 10 ] | [ 7 ] | [ 11 ] | [ 12 ] | [ 13 ] | [ 14 ] | [ 15 ] | [ 16 ] | [ 17 ] | [ 18 ] | [ 1 ] |

## Religion
Überkehr ist evangelisch-lutherisch geprägt und war ursprünglich nach Schwarzenbach am Wald gepfarrt, seit 1818 ist die Pfarrei St. Michael (Bernstein am Wald) zuständig.